# ویتنام ایر سرویسز کمپانی
ویتنام ایر سرویسز کمپانی (به انگلیسی: Vietnam Air Services Company) یک شرکت هواپیمایی با کد یاتا 0V است که در ۱۹۸۷ میلادی تأسیس شده‌است. دفتر مرکزی ویتنام ایر سرویسز کمپانی در هوشی‌مین، ویتنام واقع شده‌است و قطب این شرکت هواپیمایی در فرودگاه سایگون قرار دارد و به ۶ مقصد، پرواز انجام می‌دهد.